# Paratropus achanti
Paratropus achanti är en skalbaggsart som beskrevs av Thérond 1973. Paratropus achanti ingår i släktet Paratropus och familjen stumpbaggar. Inga underarter finns listade i Catalogue of Life.